# Nahoko Uehashi
Nahoko Uehashi (上橋 菜穂子?, Uehashi Nahoko; Tokyo, 15 luglio 1962) è una scrittrice e antropologa giapponese, autrice di libri per ragazzi e fantasy.

## Biografia
Nata a Tokyo nel 1962, si è laureata all'Università di Rikkyō in antropologia.
Professoressa di etnologia alla Kawamura Gakuen Women's University, ha esordito nel 1989 con il romanzo fantasy Seirei no ki e ha raggiunto la popolarità con la serie Seirei no moribito (1996-2012) trasposta in radio, manga e anime. 

## Opere principali
- Seirei no ki (1989)
- Moribito. Il guardiano dello spirito (Seirei no moribito, 1996-2012)
- Kemono no sōja (2006-2009)

## Premi e riconoscimenti
- Noma Children's Literature Prize: 2004 per Kitsune fue no kanata (狐笛のかなた)[3]
- Hans Christian Andersen Award: 2014 alla carriera
- Kikuchi Kan Prize: 2024 alla carriera[4]

Per "la straordinaria capacità di creare mondi fantastici differenti e... per il profondo rispetto per la natura e tutte le sue creature" è stata insignita nel 2014 del prestigioso Hans Christian Andersen Award.